# Посета младе даме (филм из 2002)
„Посета младе даме” је југословенски телевизијски хумористички филм из 2002. године. Режирао га је Владимир Андрић а сценарио је написао Брана Црнчевић.

## Улоге
| Глумац              | Улога     |
| ------------------- | --------- |
| Јасмина Аврамовић   | Мајка     |
| Тара Манић          | Девојчица |
| Власта Велисављевић | Деда      |